# Dendrophyllia praecipua
Espèce
Dendrophyllia praecipua est une espèce de coraux appartenant à la famille des Dendrophylliidae.

## Taxonomie
Pour la base de données WoRMS, le taxon Dendrophyllia praecipua est invalide et lui préfère Eguchipsammia gaditana Duncan, 1873.

## Publication originale
- Gardiner & Waugh, 1939 : Madreporaria excluding Flabellidae and Turbinolidae. Scientific reports of the John Murray Expedition, 1933-34, British Museum (Natural History), vol. 6, no 5, p. 225-242.